# Cantón de Oulchy-le-Château
El cantón de Oulchy-le-Château era una división administrativa francesa, que estaba situada en el departamento de Aisne y la región de Picardía.

## Composición
El cantón estaba formado por veintiséis comunas:
- Ambrief
- Arcy-Sainte-Restitue
- Beugneux
- Billy-sur-Ourcq
- Breny
- Buzancy
- Chacrise
- Chaudun
- Cramaille
- Cuiry-Housse
- Droizy
- Hartennes-et-Taux
- Launoy
- Le Plessier-Huleu
- Maast-et-Violaine
- Montgru-Saint-Hilaire
- Muret-et-Crouttes
- Nampteuil-sous-Muret
- Oulchy-la-Ville
- Oulchy-le-Château
- Parcy-et-Tigny
- Rozières-sur-Crise
- Grand-Rozoy
- Saint-Rémy-Blanzy
- Vierzy
- Villemontoire

## Supresión del cantón de Oulchy-le-Château
En aplicación del Decreto n.º 2014-202, de 21 de febrero de 2014, el cantón de Oulchy-le-Château fue suprimido el 22 de marzo de 2015 y sus 26 comunas pasaron a formar parte del nuevo cantón de Villers-Cotterêts.